# San Felipe (Baja California)
San Felipe is een plaats in de Mexicaanse staat Baja California. De plaats heeft 14.831 inwoners (census 2005) en valt onder de gemeente Mexicali.
San Felipe werd gesticht als vissershaven in 1772. Tegenwoordig is de plaats vooral in trek als badplaats.